# Kloster Roccadia
Das Kloster Roccadia (Rocca Dei) ist eine ehemalige Zisterzienserabtei in Sizilien, Italien. Es lag rund 5 km von Lentini im Freien Gemeindekonsortium Syrakus.

## Geschichte
Ob vor der 1176 erfolgten Zisterziensergründung bereits ein Benediktinerkloster bestand, ist umstritten. Der Abt von Kloster Sambucina entsandte in diesem Jahr einen Gründungskonvent nach Roccadia, das dadurch der Filiation der Primarabtei Clairvaux angehörte. Kaiser Friedrich II. bestätigte 1220 die Privilegien der Abtei und machte bedeutende Donationen. 1224 sollte das Kloster, wohl auf Initiative von Friedrich II., in das Gebiet von Murgo verlegt werden, wo mit dem Bau einer Kirche begonnen wurde, der jedoch eingestellt wurde, als eine Mauerhöhe von 3 m erreicht war. Das Kloster erhielt auch Privilegien von Karl I. von Anjou. Es wurde in der Mitte des 14. Jahrhunderts zerstört und anschließend wiederaufgebaut. 1693 wurde es nochmals durch ein Erdbeben zerstört und von den bis dahin auch unter der Kommende verbliebenen Mönchen verlassen, die sich nach Carlentini zurückzogen. Das Kloster wurde um das Jahr 1800 von der bourbonischen Regierung aufgehoben.

## Anlage und Bauten
Die in Murgo begonnene Kirche war auf eine Länge von 83 m und eine Breite von 28 m angelegt.